# Gunilla Nordström
För sångtextförfattaren Gunilla Nordström, se Gunilla Sandberg
Birgit Gunilla Antonio Nordström, ogift Nordström, född 29 januari 1959 i Luleå församling, Norrbottens län, är chef för Electrolux Vitvaror Asia Pacific i Singapore. Dessförinnan chef för Sony Ericsson, Kina och i samband med detta utsågs Nordström 2006 till "Näringslivets mäktigaste kvinna" av Veckans Affärer. Nordström har dock inte bott i Sverige sedan 1989 men besöker hemstaden regelbundet. 
Styrelsemedlem i Luleå tekniska universitet. Gunilla Nordström har en civilingenjörsexamen i industriell ekonomi från Linköpings Tekniska Högskola.
Gunilla Nordström är yngre syster till företagsledaren Gunnel Duveblad.